# Ранков, Яким
Яким Ранков (род. 28 мая 1971) — болгарский самбист и дзюдоист, чемпион (1996) и бронзовый призёр (1993, 2000, 2002) чемпионатов Европы по самбо, серебряный призёр чемпионата мира по самбо 2001 года в Красноярске, бронзовый призёр соревнований по самбо Всемирных игр 1993 года. По самбо выступал в лёгкой весовой категории (до 62 кг).